# 아랍 사회주의 연합 (이집트)

아랍 사회주의 연합(아랍어: الاتحاد الاشتراكى العربى)은 이집트에 존재했던 아랍 사회주의 정당이었다. 1962년 자유장교단에서 분열되어 설립되었으며, 창당 당시 이집트의 유일한 합법 정당이었다. 사무총장인 나세르가 대통령에서 퇴임한 이후 당세가 크게 위축되었으며 1978년 이집트에서 다당제가 시행된 이후 국민민주당에 흡수되었다.

## 역대 선거 결과

### 대통령 선거
| 1965년 이집트 대통령 선거 | 가말 압델 나세르 | 6,950,098 | 100%   | 당선 |
| 1970년 이집트 대통령 선거 | 안와르 사다트    | 6,432,587 | 90.00% | 당선 |
| 1976년 이집트 대통령 선거 | 안와르 사다트    | 9,145,683 | 99.94% | 당선 |

### 총선
| 년도 | 의석 수   | 득표수        | 득표율 |
| ---- | --------- | ------------- | ------ |
| 1964 | 350 / 350 | 알려지지 않음 | 100%   |
| 1969 | 350 / 360 | 6,368,511     | 100%   |
| 1971 | 350 / 360 | 알려지지 않음 | 100%   |
| 1976 | 360 / 360 | 3,803,973     | 100%   |